# محوطه شرقی چلقایی
محوطه شرقی چلقایی مربوط به دوران‌های تاریخی پس از اسلام است و در شهرستان بناب، بخش مرکزی، روستای چلقایی واقع شده و این اثر در تاریخ ۲۷ مرداد ۱۳۸۲ با شمارهٔ ثبت ۹۷۰۷ به‌عنوان یکی از آثار ملی ایران به ثبت رسیده است.